# Ravazd
Ravazd es una localidad del condado del Győr-Moson-Sopron, en Hungría.
El rey Ladislao I la donó a la abadía benedictina de Pannonhalma. En la época de la invasión otomana, la familia Cseszneky tenía terrenos en la localidad. Los turcos destruyeron la población, pero se repobló con siervos magiares en el siglo XVIII.
Ravazd es famosa por la fuente del rey Béla IV.
- Datos: Q195621
- Multimedia: Ravazd / Q195621

1. ↑  Worldpostalcodes.org,código postal n.º 9091.